# 中日本エクシス
中日本エクシス株式会社（なかにほんエクシス）は、愛知県名古屋市中区ならびに東京都港区に本社を置く中日本高速道路（NEXCO中日本）管轄内のサービスエリア・パーキングエリアの管理運営会社である。
「エクシス (EXIS)」は、「高速道路」を指す "EXpressway" と「オアシス (oasIS) 」との造語。

## 歴史
財団法人道路サービス機構（J-SaPa）と財団法人ハイウェイ交流センター（HELLO SQUARE）が管理してきた高速道路にあるサービスエリア・パーキングエリアのうち、NEXCO中日本管内のものを2006年4月1日に引き継いだ。

## 運営対象外のSA・PA
刈谷PAを除きいずれも第三セクターによる運営である。
- 伊勢湾岸自動車道
  - 刈谷パーキングエリア（上下線）
  - 湾岸長島パーキングエリア（上下線）
- 東海環状自動車道
  - 美濃加茂サービスエリア（外回り・内回り） : 上下線集約型SA
- 東海北陸自動車道
  - 川島パーキングエリア（下り線） : 上り線はトイレのみ
  - 瓢ヶ岳パーキングエリア（下り線）
  - ぎふ大和パーキングエリア（上り線） : 下り線はトイレのみ
  - ひるがの高原サービスエリア（上下線）
- 新名神高速道路
  - 土山サービスエリア（上下線） : 上下線集約型SA

## 指定管理者として運営する施設
- 道の駅八王子滝山（東京都八王子市）[1]
- 道の駅シーサイド高浜（福井県大飯郡高浜町）[2]
- 道の駅風のマルシェ 御前崎（静岡県御前崎市）[3]

## サービス等

### 速弁
中日本エクシスとJTB中部との共同事業で、サービスエリア・パーキングエリアにて高級弁当の販売に力を注いでいる。

### 電子マネーの利用
中日本エクシスの全てのSA・PAでは売店・レストランにおいてEdyを使用することが出来る。
ただし、軽食の食券購入やテナントのコンビニの一部などでは利用できない。Edyギフトの受け取りはエリアコンシェルジュ（いわゆる「インフォメーションコーナー」）で行える。

### エリアスタンプ
2007年から中日本エリア管内138箇所のうち、トイレのみの施設を除くSA・PAに設置されている。すべてのスタンプに社名表示が入っていない。その代わりスタンプには道路名のほか、SA・PA名が入るようになった。その後2011年までに141箇所に増えている。
スタンプ一覧は公式サイト内一覧を参照。
スタンプが設置されていない主なエリア
- トイレのみのエリア
- ぎふ大和PA（東海北陸道）
- 瓢ヶ岳PA（東海北陸自動車道、独自のスタンプは設置）
- 刈谷PA（伊勢湾岸道、独自のスタンプは設置）
- 湾岸長島PA（伊勢湾岸道、独自のスタンプは設置）
- 美濃加茂SA（東海環状道）

### ぷらっとパーク
サービスエリアおよびパーキングエリアを、一般道から利用できるように設けられた施設。徒歩での利用のみに限られ、車両の本線流入出はできない。
NEXCO西日本管内のSA・PAを管理する西日本高速道路サービス・ホールディングスでは同様のサービスとしてウェルカムゲートという施設を整備している。
設置箇所については公式サイトやぷらっとパークを参照。

### サービスエリアガイド
サービスエリアのコンシェルジュコーナーにおいて無料で配布されている高速道路地図である。サービスエリアガイドという名称であるため、高速道路地図がメインではなく地図の裏側に掲載されているサービスエリア・パーキングエリアの営業時間などの情報やお勧めグルメなどの紹介がメインである。地図は、道路施設協会時代から発行されていた「SA・PAガイド」の様式をほぼそのまま継承している。
毎年四半期（1月・4月・7月・10月）に発行されており、東名・新東名版、中央自動車道版、名神・北陸道版の3種類が存在し、各版の主要掲載道路は以下のとおりである。かつては、東版（現在の東名・新東名版及び中央自動車道版）と西版（現在の名神・北陸道版）の2種類だったが、2012年4月号からは3種類になった。
- サービスエリアガイド 東名・新東名版（旧・東版）
  - 東名高速道路
  - 新東名高速道路
  - 西湘バイパス
  - 小田原厚木道路
- サービスエリアガイド 中央自動車道版（旧・東版）
  - 中央自動車道
  - 中部横断自動車道
  - 長野自動車道
- サービスエリアガイド 名神・北陸道版（旧・西版）
  - 名神高速道路
  - 北陸自動車道
  - 東海北陸自動車道
  - 東海環状自動車道
  - 名古屋第二環状自動車道
  - 東名阪自動車道
  - 新名神高速道路
  - 伊勢湾岸自動車道
  - 伊勢自動車道
  - 紀勢自動車道

配布箇所については公式サイト内配布場所案内を参照。

### 全国版高速道路地図
サービスエリアガイドの他に、サービスエリアのコンシェルジュコーナーにて有料（400円）で販売していたもの。NEXCO中日本バーチャルサービスエリア（通信販売）や、一部のNEXCO西日本・NEXCO東日本のサービスエリアでも販売されていた。
2008年度より各年度版が販売され、B2サイズで表裏に地図を掲載し4部1セットであった。サービスエリアガイドとは違い上質な用紙を使用し、地図は簡易ケースに入っている。2011年度版までは300円で、2012年度版からは道路地図にICとSA、PAを掲載した略路線図と全国地図が追加されて400円に値上げ。2019年3月31日に販売を終了した。

### 高速家族
中日本エクシスが2007年7月から発行している高速道路のサービスエリアやパーキングエリア、お土産品などを紹介しているフリーペーパー。隔月20日（創刊号のみ奇数月、2号以降から偶数月）に発行していたが、2011年度は震災の影響などにより、奇数月の15日発行となっている。2011年度からは制作をサンケイリビング新聞社が行っており、読者モデルの家族が実際にSA・PAに行ってお土産を買ったり食事をしたりする様子をレポートする「ドライブ日記」のページが新たに加わるなど、よりいっそう読者にとって親しみやすい内容となった。エリアコンシェルジュのあるSA・PAで入手できる。
リニューアルしたり、特徴のあるSA・PAをクローズアップして紹介する「ピックアップ SA・PA」、SA・PAの旬な情報を紹介する「旬トレ」、読者モデル登場の「ドライブ日記」、子育て中のママのための「高速ママサポーターズクラブ」、ドライブに関するお役立ち情報のページ「ドライブトリビア」、沿線別にご当地者のお土産品や食事を紹介する「ハイウェイ旅すごろく」、読者投稿コーナー「高速写真館」などのコンテンツで構成されている。「ハイウェイ旅すごろく」は、携帯電話の二次元コードを読み込むと、画面にサイコロが現れ、スゴロクを楽しみながら読めるユニークなしかけになっている。

### 公衆無線LAN
主要なSAにおいて、公衆無線LANのFREESPOTが設置されている。コンシェルジュコーナー付近が受信範囲。

### SAPAカメラ
3月から富士川サービスエリア（上り線）と浜名湖サービスエリアに設置したWebカメラでの、富士山や浜名湖のライブ映像をホームページで表示を開始した。

### EXPASA（エクスパーサ）
一部のサービスエリアについては、商業施設「EXPASA」としてリニューアルしている。「EXPASA御在所」（東名阪自動車道 御在所SA(上下線)）を皮切りに今後展開していく。

### NEOPASA（ネオパーサ）
新東名高速道路のサービスエリア・パーキングエリアについては、商業施設「NEOPASA」としてオープンしている。